# Matka

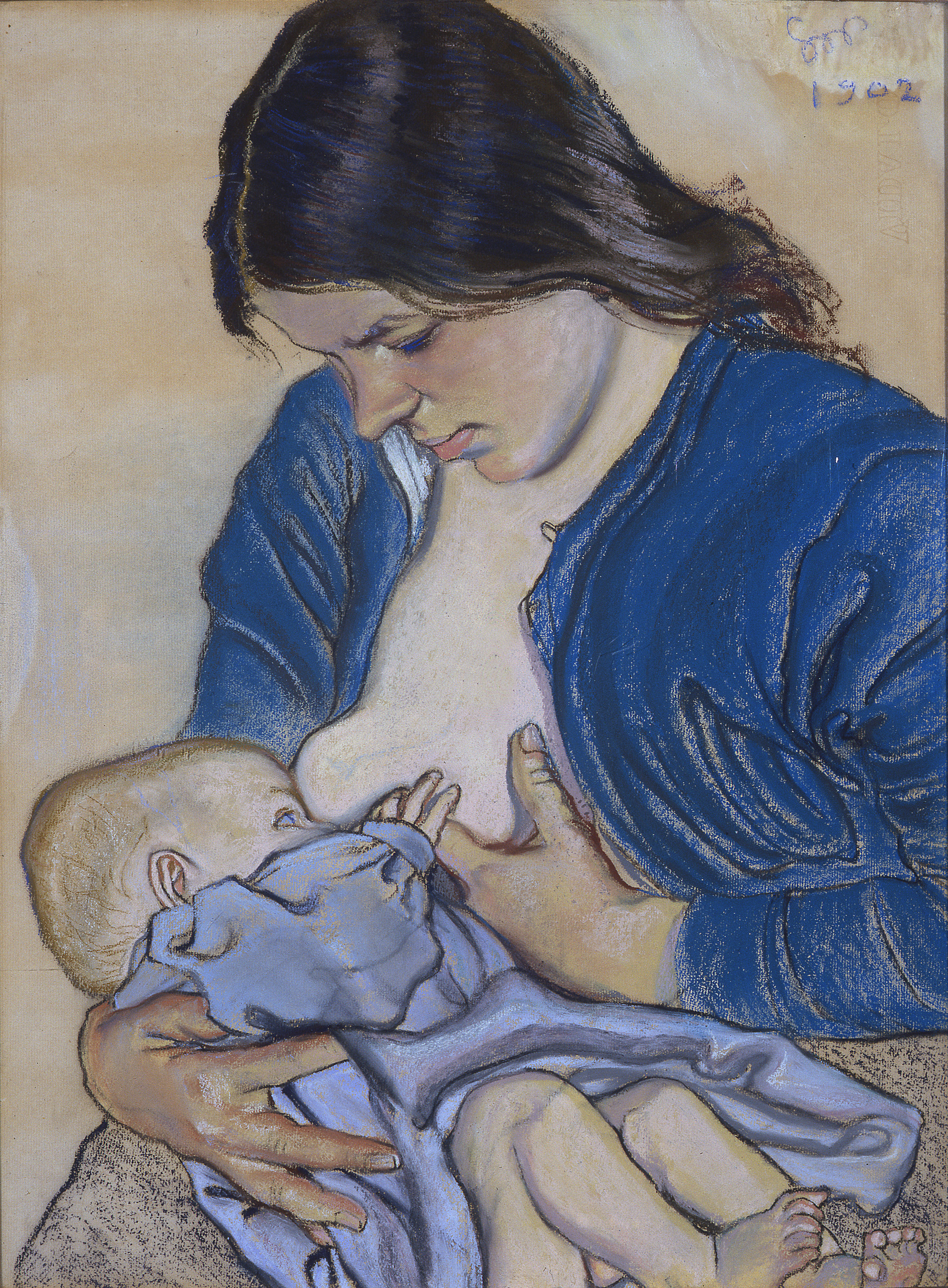
Stanisław Wyspiański, Macierzyństwo, 1902

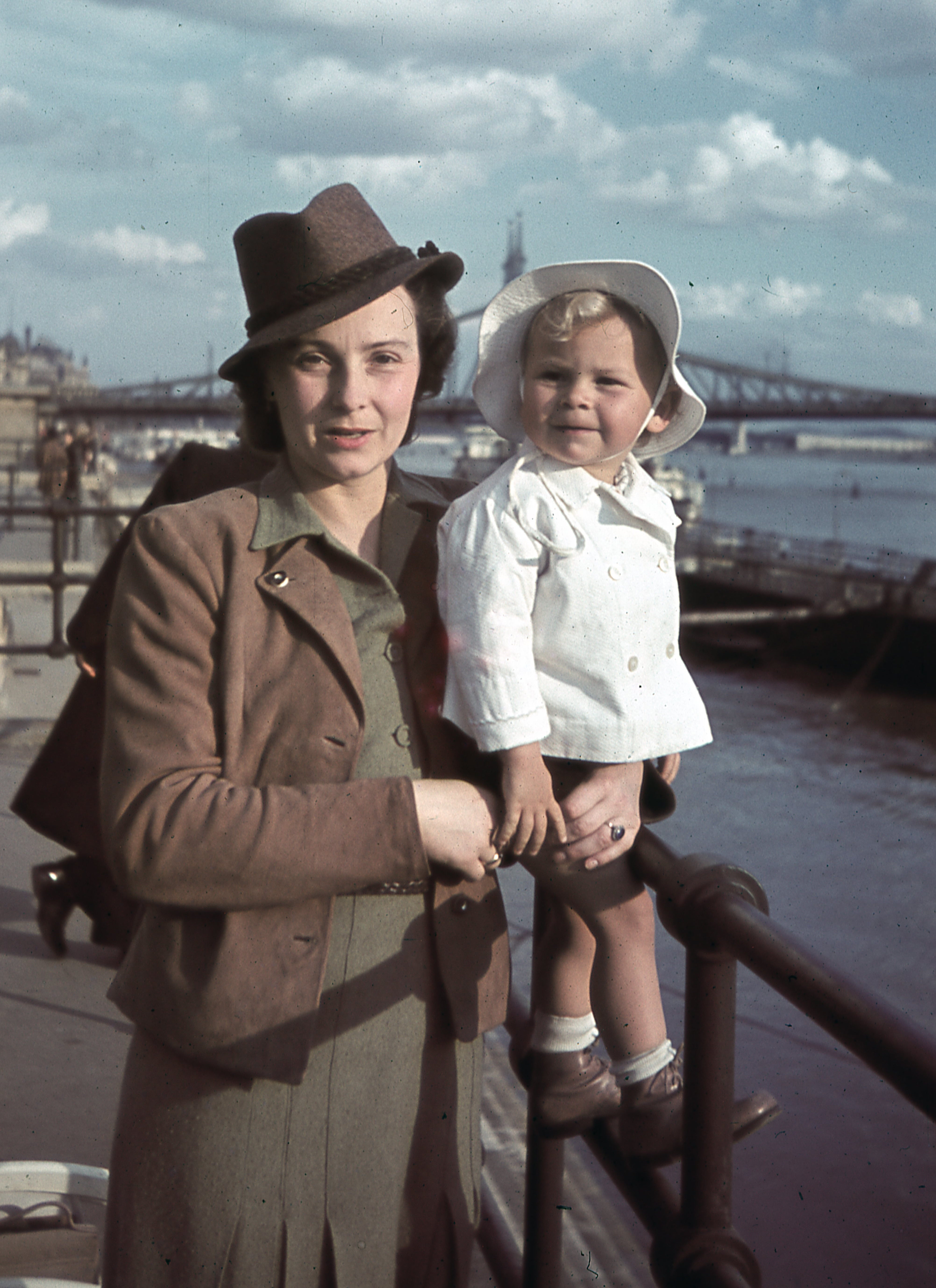
Matka z dzieckiem, Budapeszt (1943)

Matka – kobieta, która jest rodzicem dziecka.
Matką nazywa się kobietę, która jest związana ze swoimi dziećmi, które mogą, ale nie muszą być jej biologicznym potomstwem. Zatem w zależności od kontekstu, kobiety mogą być uważane za matki z racji urodzenia lub wychowywania dziecka, dostarczenia komórki jajowej do zapłodnienia, lub jakiejś ich kombinacji. Są to warunki umożliwiające sprecyzowanie pojęcia macierzyństwa lub stanu bycia matką. Kobiety, które należą do trzeciej i pierwszej kategorii, zazwyczaj objęte są pojęciami „rodzona matka” lub „matka biologiczna”, niezależnie od tego, czy dana osoba kontynuuje wychowywanie dziecka. W związku z tym kobieta, która spełnia tylko drugi warunek, może być uznana za matkę adopcyjną, a ta, która spełnia tylko pierwszy lub tylko trzeci warunek, za matkę zastępczą.
W prawie rodzinnym matka jest wstępną krewną pierwszego stopnia w linii prostej, od którego dziecko pochodzi bezpośrednio. W genealogii matkę i dziecko łączy filiacja, a matkę z ojcem łączy koicja.
W języku potocznym matką nazywa się czasem także teściową. Matka wychowująca dzieci z poprzedniego małżeństwa swego męża to macocha.

## Biologiczna matka
Biologiczne macierzyństwo u ludzi, podobnie jak u innych ssaków, następuje, gdy samica zachodzi w ciążę po tym, jak komórka jajowa zostanie zapłodniona. Samica może zajść w ciążę w wyniku stosunku płciowego po rozpoczęciu owulacji. U dobrze odżywianych dziewcząt miesiączka (pierwszy okres menstruacyjny) zwykle ma miejsce około 12. lub 13. roku życia.
Na ogół płód rozwija się z żywej zygoty, co prowadzi do powstania zarodka. Ciąża ma miejsce w macicy kobiety aż do momentu, gdy płód (zakładając, że został donoszony do terminu) jest wystarczająco rozwinięty, by mógł się urodzić. U ludzi, ciąży trwa zazwyczaj około 9 miesięcy, po których kobieta zaczyna rodzić i przynosi na świat dziecko. Jednak nie zawsze tak jest, ponieważ niektóre dzieci rodzą się przedwcześnie, z opóźnieniem lub w przypadku wewnątrzmacicznego obumarcia płodu, nie przeżywają ciąży.
Silna emocjonalna więź matki z dzieckiem (zob. miłość macierzyńska), związana m.in. z działaniem układu nagrody, powstała w wyniku długiej ewolucji ssaków (w tym człowiekowatych). Zapewnia trwałość rodzin i innych grup społecznych.
Bezdzietność jest stanem nieposiadania dzieci. Bezdzietność może być znacząca z perspektywy osobistej, społecznej lub politycznej. Bezdzietność może być dobrowolną bezdzietnością lub może być mimowolna z uwagi na problemy zdrowotne, lub okoliczności społeczne.

## Niebiologiczna matka
Słowo „matka” może często odnosić się do kobiety innej niż biologiczny rodzic, zwłaszcza jeśli spełnia ona główną rolę społeczną w wychowaniu dziecka. Zazwyczaj jest to albo matka adopcyjna, albo macocha (biologicznie niespokrewniony partner ojca dziecka).

### Matka zastępcza
Matka zastępcza to kobieta, która rodzi dziecko pochodzące z zapłodnionej komórki jajowej innej kobiety w imieniu pary, która nie jest w stanie urodzić dzieci. Tym samym matka zastępcza nosi i rodzi dziecko, którego nie jest biologiczną matką. Macierzyństwo zastępcze stało się możliwe dzięki postępowi w technologiach reprodukcyjnych, takich jak zapłodnienie in vitro.
Nie wszystkie kobiety, które zachodzą w ciążę poprzez zapłodnienie in vitro, są matkami zastępczymi.

### Macierzyństwo w związkach osób tej samej płci
Możliwość macierzyństwa dla lesbijek i kobiet biseksualnych w związkach homoseksualnych (lub dla kobiet bez partnera) wzrosła w ciągu ostatnich kilku dekad ze względu na rozwój technologiczny. Współczesne rodzicielstwo lesbijek (termin, który nieco wymazuje kwestię biseksualizmu) zaczęło się od kobiet będących w związkach heteroseksualnych, które później identyfikowały się jako lesbijki lub biseksualistki, jako że zmieniające się postawy dawały większą akceptację dla związków nieheteroseksualnych. Innym sposobem na to, aby kobiety te stały się matkami, jest adopcja lub rodzicielstwo zastępcze. Alternatywą jest również możliwość samodzielnego zapłodnienia i klinicznie wspomaganego zapłodnienia od dawcy, czyli formy sztucznego zapłodnienia. Wraz z rozwojem technologii rozrodczości, więcej kobiet, które nie pozostają w związkach heteroseksualnych, stało się matkami poprzez zapłodnienie in vitro.